# ترنت فورد
ترنت فورد (انگلیسی: Trent Ford؛ زادهٔ ۱۵ ژانویهٔ ۱۹۷۹) یک هنرپیشه اهل ایالات متحده آمریکا است. وی از سال ۲۰۰۰ میلادی تاکنون مشغول فعالیت بوده‌است.
از فیلم‌ها یا برنامه‌های تلویزیونی که وی در آن نقش داشته است می‌توان به گاسفورد پارک، نحوه برخورد و عمیقاً اشاره کرد.